# Loggia
Loggia er en buegang båret af søjler eller piller. Begrebet stammer fra italiensk arkitektur, hvor loggiaen ofte er et åbent galleri eller korridor i stueplan.
Sommetider ser man dog loggiaer hævet højere op på facaden. Særlig kendt er Brunelleschis loggia på Ospedale degli Innocenti i Firenze.
Ordet bruges også om en altan, som er indvendigt i en bygning, oftest i gavlen, hvor husets tag går ud over altanen, eller altanen simpelthen er indbygget i facaden.